# I liga macedońska w piłce siatkowej mężczyzn
I liga macedońska w piłce siatkowej mężczyzn (mac. Прва македонска одбојкарска лига мажи, Prwa makedonska odbojkarska liga mażi albo Прва Државна лига во одбојка мажи, Prwa Drżawna liga wo odbojka mażi) − najwyższy poziom rozgrywek klubowych w piłce siatkowej w Macedonii Północnej organizowany przez Macedoński Związek Piłki Siatkowej (Одбојкарска федерација на Македонија).
Pierwsze rozgrywki o mistrzostwo kraju odbyły się w sezonie 1992/1993. Tytuł zdobył klub Strumica Geneks Inżenering. Jak dotychczas najwięcej tytułów mistrzowskich zdobył klub Rabotniczki Skopje.

## Mistrzowie
| Sezon     | Mistrz                     |
| --------- | -------------------------- |
| 1992/1993 | Strumica Geneks Inżenering |
| 1993/1994 | Wardar Skopje              |
| 1994/1995 | Rabotniczki Skopje         |
| 1995/1996 | Rabotniczki Skopje         |
| 1996/1997 | Rabotniczki Fersped Skopje |
| 1997/1998 | Rabotniczki Fersped Skopje |
| 1998/1999 | Rabotniczki Fersped Skopje |
| 1999/2000 | Rabotniczki Fersped Skopje |
| 2000/2001 | Rabotniczki Fersped Skopje |
| 2001/2002 | Rabotniczki Fersped Skopje |
| 2002/2003 | Rabotniczki Fersped Skopje |
| 2003/2004 | Rabotniczki Fersped Skopje |
| 2004/2005 | Rabotniczki Fersped Skopje |
| 2005/2006 | Rabotniczki Fersped Skopje |
| 2006/2007 | Rabotniczki Fersped Skopje |
| 2007/2008 | Rabotniczki Fersped Skopje |
| 2008/2009 | Rabotniczki Fersped Skopje |
| 2009/2010 | Rabotniczki Fersped Skopje |
| 2010/2011 | Shkëndija Tetowo           |
| 2011/2012 | Strumica                   |
| 2012/2013 | Wardar Skopje              |
| 2013/2014 | Strumica                   |
| 2014/2015 | Strumica                   |
| 2015/2016 | Szutowa Kiczewo            |
| 2016/2017 | Strumica                   |
| 2017/2018 | Strumica                   |
| 2018/2019 | Gio Strumica               |
| 2019/2020 | tytuł nie został przyznany |
| 2020/2021 | Gio Strumica               |
| 2021/2022 | Strumica 47&72             |
| 2022/2023 | Strumica Nikob             |
| 2023/2024 | Strumica 47&72             |
| 2024/2025 | Strumica 47&72             |

## Bilans klubów
| Klub               | Tytuły |
| ------------------ | ------ |
| Rabotniczki Skopje | 16     |
| Strumica           | 12     |
| Wardar Skopje      | 2      |
| Shkëndija Tetowo   | 1      |
| Szutowa Kiczewo    | 1      |